# Centrale nucleare di Smolensk 2
La centrale nucleare di Smolensk 2 (in russo Смоленская АЭС?) è una centrale nucleare russa situata presso la città di Desnogorsk nell'Oblast' di Smolensk, è il secondo impianto del sito, affiancato all'impianto di Smolensk. L'impianto sarà composto da 4 reattori per circa 4400MW, tutti di tipologia VVER1200.